# Mariene provincie Paaseiland
De Mariene provincie Paaseiland (42) (Engels: Easter Island marine province) is een biogeografische provincie en ligt in het zuidoosten van de Grote Oceaan in het Marien rijk Oostelijke Indo-Pacific. De mariene provincie is vastgesteld door het World Wide Fund for Nature en The Nature Conservancy en is vernoemd naar Paaseiland.
Het gebied grenst niet aan andere mariene provincies.

## Geografie
De mariene provincie ligt rond de Chileense archipel van Paaseiland.

## Biogeografie
Het gebied kent zeeleven dat houdt van tropische temperaturen.

## Mariene ecoregio's
De mariene provincie bestaat uit slechts één mariene ecoregio:
- Mariene ecoregio Paaseiland (163)